# Služebnice Nejsvětějšího Srdce Ježíšova (Vídeň)
Služebnice Nejsvětějšího Srdce Ježíšova (německy: Dienerinnen des Hlst. Herzens Jesu) je ženská řeholní kongregace.

## Historie
Počátek kongregace je spojen s počátkem stejnojmenného institutu založeného knězem Pierrem-Victorem Braunem ve Versailles (Služebnice Nejsvětějšího Srdce Ježíšova (Versailles)).
V květnu 1873 se ve Vídni usadila komunita z Francie, aby sloužila v nemocnici Rudolfstiftung. Postupem času vznikaly v Rakousku další řeholní domy, které se zorganizovaly do provincie. Rakouská provincie se od francouzské kongregace osamostatnila roku 1893 a roku 1896 byla přeorganizována jako samostatná kongregace.
Dne 28. září 1900 získala od Svatého stolce decretum laudis a 19. června 1934 byla definitivně schválena.

## Aktivita a šíření
Věnují se péči o nemocné, staré lidi a výchově mládeže.
Kromě Rakouska působí v České republice, Německu a Polsku; generální kurie se nachází ve Vídni
K roku 2015 měla 73 sester v 9 domech.